# Монастир Сакро-Конвенто
Монастир Сакро-Конвенто в Ассиізі (італ. Il Sacro Convento di S. Francesco in Assisi) — головний монастир ордену францисканців. Разом з церквою Сан-Франческо входить до списку Світової спадщини ЮНЕСКО як частина комплексу францисканських святинь.
Францисканське братство сприймає Сакро-Конвенто як духовний центр ордену, у той час як резиденція офіційного голови розташована в Римі.

## Територія
Монастир заснований на захід від середньовічного міста Ассізі на скелястому обриві, де попросив поховати себе святий Франциск — засновник францисканського ордену і уроджець Ассізі. Центральна будівля архітектурного ансамблю — знаменита церква Сан-Франческо в Ассізі з фресками Джотто, у її нижньому ярусі покоїться тіло святого. Будівництво францисканського монастиря Сакро-Конвенто і обох базилік Сан-Франческо розпочалося в 1228 році, практично одразу після канонізації Франциска. Землю, відведену під монастир, подарував церкві Симон ді Пукьярелло — цей пагорб був відомий як «пекельний пагорб» (Collo d'Inferno), оскільки на ньому страчували злочинців; сьогодні його називають «райським пагорбом». На цю гору в ліси святий Франциск пішов помирати, не бажаючи робити цього в міських стінах. Хоча ділянка була подарована ордену, проте у той час статут ще не дозволяв братам мати власність — тому ділянка і побудована на ньому церква стали власністю Ватикану і належать йому донині.

## Будівництво і склад комплексу
Історики в цілому погоджуються, що будівництво комплексу зайняло приблизно 11 років і закінчилося в 1239 році. Спочатку Сакро-Конвенто, зведений під керівництвом брата Елії, включав крім знаменитої базиліки трапезну, дорміторій, капелу, приміщення для папи римського і скрипторій з бібліотекою. Перші 200 років свого існування монастир змагався з Сорбонною і Авіньйоном за багатством свого зібрання манускриптів.
У XV столітті за правління папи Сікста VI монастир був значно розширений і став використовуватися як літня резиденція понтифіків. У XVII столітті іспанські королі пожертвували йому значні кошти на зведення притулку для мандрівників, що дозволило приймати великий потік пілігримів.
В теперішній час Сакро-Конвенто як чоловічий монастир не функціонує. З 1971 року комплекс зайнятий теологічним інститутом, що збирає з академічною метою з усього світу студентів і вчених з трьох головних гілок францисканського ордену, а також сестер-францисканок (кларисинок).